# رانندگان فرمول یک اهل هند
تا سال ۲۰۱۹، در مجموع ۲ رانندهٔ فرمول یک اهل هند در مسابقات جهانی فرمول یک شرکت کرده‌اند. رانندگان فرمول یک اهل هند مجموعاً به ۵۹ گراند پری وارد شده‌اند و در میان این گراند پری‌ها، روی هم رفته ۵ امتیاز کسب کرده‌اند. هیچ‌یک از رانندگان هندی تاکنون موفق به کسب پیروزی در مسابقه، سکو، سریع‌ترین دور یا پول پوزیشن نشده‌اند.ناراین کارتیکیان نخستین حضور خود در مسابقات را در فصل ۲۰۰۵ و با تیم جردن تجربه کرد. او در همان سال نخست، در جایزه بزرگ ایالات متحده موفق به کسب ۵ امتیاز شد. کارتیکیان قرار بود از فصل ۲۰۱۱ به مدت دو سال برای تیم اج‌آرتی مسابقه دهد، اما دوران فعالیت حرفه‌ای او در فرمول یک با منحل شدن تیم اچ‌آرتی در پایان فصل ۲۰۱۲ پایان یافت. کارون چاندوک، دومین رانندهٔ هندی در فرمول یک، نخستین بار در فصل ۲۰۱۰ با تیم اچ‌آرتی در مسابقات حضور یافت و برای فصل ۲۰۱۱ نیز به تیم لوتوس پیوست.

## رانندگان سابق
نخستین رانندهٔ فرمول یک اهل هند، ناراین کارتیکیان بود. او در فصل ۲۰۰۵ برای اولین بار با تیم جردن وارد مسابقات فرمول یک شد. او این فصل را با ۵ امیتازی که پس از کسب مقام چهارم در جایزه بزرگ ایالات متحده بدست آورده‌بود، به پایان رساند. گذشته از این، جایگاه یازدهم بهترین مقام کسب شده توسط او در این فصل بود. پس از فروش تیم جردن به میدلند، کارتیکیان نیز از رانندگی تیم کنار گذاشته‌شد. او صندلی رانندهٔ چهارم تیم ویلیامز را برای فصل ۲۰۰۶ از آن خود کرد و پس از اینکه مارک وبر این تیم را در فصل ۲۰۰۷ ترک کرد، به عنوان رانندهٔ سوم ویلیامز دست یافت. کارتیکیان پس از این و در فصل ۲۰۱۱ موفق شد صندلی راننده مسابقهٔ تیم اچ‌آرتی را بدست آورد. او پس از شرکت در ۷ راند، با دنیل ریکاردو جایگزین شد و پس از آن فقط برای یک مسابقه به‌عنوان جانشین ویتانتونیو لیوتزی در جایزه بزرگ هند ۲۰۱۱ حضور یافت. کارتیکیان در فصل ۲۰۱۲ دوباره برای تیم اچ‌آرتی رانندگی کرد و این بار در کنار رانندهٔ دیگر این تیم، پدرو دلا روزا قرار گرفت. او که حال رقابت با هم‌تیمی خود بود، در طول مسابقات فصل موفق نشد هیچ نتیجهٔ بهتری نسبت به دلا روزا کسب کند. کارتیکیان پس از منحل شدن تیم اچ‌آرتی در پایان سال، صندلی رانندگی خود در مسابقات فرمول یک را از دست داد.
دومین رانندهٔ فرمول یک اهل هند، کارون چاندوک بود. او برای فصل ۲۰۱۰ به تیم اچ‌آرتی ملحق شد. چاندوک، پیش از آنکه ساکون یاماموتو خودروی او را تصاحب کند، توانست در ۱۰ مسابقه از مجموع ۱۹ راند فصل شرکت کند. او پس از این برای فصل ۲۰۱۱ به‌عنوان رانندهٔ آزمایشی به لوتوس پیوست و در جایزه بزرگ آلمان ۲۰۱۱ شرکت کرد؛ اما در این گراند پری با یارنو ترولی جایگزین شد. چاندوک در پایان فصل ۲۰۱۱ مسابقات فرمول یک را ترک کرد.
- ناراین کارتیکیان
- کارون چاندوک

## جدول زمانی
| رانندگان سابق    | رانندگان سابق   |
| ---------------- | --------------- |
| ناراین کارتیکیان | ۲۰۰۵، ۲۰۱۱–۲۰۱۲ |
| کارون چاندوک     | ۲۰۱۰–۲۰۱۱       |
| منبع:            |                 |